# Cleitamia tricurvata
Cleitamia tricurvata är en tvåvingeart som först beskrevs av Walker 1864.  Cleitamia tricurvata ingår i släktet Cleitamia och familjen bredmunsflugor. Inga underarter finns listade i Catalogue of Life.